# Chrysina curoei
Chrysina curoei är en skalbaggsart som beskrevs av Robert Warner, David C. Hawks, Bruyea och Leblanc 1992. Chrysina curoei ingår i släktet Chrysina och familjen Rutelidae. Inga underarter finns listade i Catalogue of Life.